# (9483) Chagas
(9483) Chagas (4121 P-L) – planetoida z grupy pasa głównego asteroid okrążająca Słońce w ciągu 5 lat i 167 dni w średniej odległości 3,1 j.a. Została odkryta 24 września 1960 roku.